# Kauhava

Kauhava

Kauhava là một thị trấn và thành phố của Phần Lan.
Nó nằm ở tỉnh Tây Phần Lan là một phần của vùng Nam Ostrobothnia, 400 km (250 dặm) về phía tây bắc của Helsinki và xe lửa chính từ Helsinki đến Oulu. Thị trấn có dân số 17.289 người (thời điểm ngày 31 tháng 1 năm 2011) và có diện tích 1.328,37 km vuông (512,89 sq mi) trong đó 14,63 km2 (5,65 sq mi) là nước, mật độ dân số là 13,16 cư dân mỗi km vuông (34,1 / sq mi).
Sản xuất dao là một ngành công nghiệp truyền thống ở Kauhava, và Phần Lan công nhận tên của thị trấn nhỏ sản xuất dao tại đây. Tại một thời gian, như nhiều như năm các doanh nghiệp làm con dao khác nhau đã được tiến hành trong thị trấn, nhưng ngày nay chỉ có một Iisakki Järvenpää Oy, mà làm cho dao trong Kauhava kể từ 1879.